# II. Armee-Inspektion (Deutsches Kaiserreich)
Die II. Armee-Inspektion war eine Inspektion der Armee des Deutschen Kaiserreichs.

## Stand 1889
- Generalinspekteur: Generalfeldmarschall Georg Prinz von Sachsen, Herzog zu Sachsen
- Hauptquartier: Dresden
- Unterstellte Einheiten:
  - V. Armee-Korps
  - VI. Armee-Korps
  - XII. (I. Königlich Sächsisches) Armee-Korps

## Stand 1906
- Generalinspekteur: Generaloberst Bernhard Erbprinz von Sachsen-Meiningen
- Hauptquartier: Meiningen
- Unterstellte Einheiten:
  - V. Armee-Korps
  - VI. Armee-Korps
  - XII. (I. Königlich Sächsisches) Armee-Korps
  - XIX. (II. Königlich Sächsisches) Armee-Korps

## Stand 1914
- Generalinspekteur: Generaloberst Josias von Heeringen
- Hauptquartier: Berlin
- Unterstellte Einheiten:
  - Gardekorps in Berlin
  - XII. (I. Königlich Sächsisches) Armee-Korps
  - XIX. (II. Königlich Sächsisches) Armee-Korps